# Goldkinder
Goldkinder è il quarto album in studio del gruppo musicale tedesco We Butter the Bread with Butter, pubblicato il 9 agosto 2013.

## Tracce
1. Alles Was Ich Will – 3:49
2. Meine Brille – 3:38
3. Pyroman & Astronaut – 4:07
4. Ohne Herz – 3:15
5. Super Heiß Ins Trommelfell – 3:28
6. Viva Mariposa – 5:05
7. Fall – 3:37
8. Mayday Mayday – 3:21
9. Makellos – 4:03
10. Das Uhrwerk – 4:04
11. Krieg Aus Gold – 3:55
12. Psycho – 3:59
13. Kind Im Brunnen – 4:49

## Formazione
- Paul Bartzsch — voce
- Marcel "Marci" Neumann — chitarra, tastiere, programmatore
- Maximilian Pauly Saux — basso
- Can Özgünsür — batteria, tastiere